# Ostoja Borecka
Ostoja Borecka este o arie protejată (sit de importanță comunitară — SCI) din Polonia întinsă pe o suprafață de 25.340,14 ha, integral pe uscat.

## Localizare
Centrul sitului Ostoja Borecka este situat la coordonatele 54°07′32″N 22°07′11″E / 54.1256°N 22.1196°E.

## Înființare
Situl Ostoja Borecka a fost declarat sit de importanță comunitară în septembrie 2006 pentru a proteja 5 specii de plante și 7 specii de animale.

## Biodiversitate
Situată în ecoregiunea continentală, aria protejată conține 11 habitate naturale: Ape puternic oligomezotrofe cu vegetație bentonică cu Chara spp., Lacuri eutrofice naturale cu vegetație de tip Magnopotamion sau Hydrocharition, Pajiști uscate seminaturale și facies de acoperire cu tufișuri pe substraturi calcaroase (Festuco-Brometalia) (* situri importante pentru orhidee), Pajiști cu Molinia pe soluri calcaroase, turboase sau argilos-nămoloase (Molinion caeruleae), Liziere de ierburi înalte hidrofile de câmpie și de nivel montan până la alpin, Turbării active, Mlaștini turboase de tranziție și turbării mișcătoare, Depresiuni pe substraturi de turbă de Rhynchosporion, Păduri de stejar și carpen Galio-Carpinetum, Mlaștini împădurite, Păduri aluvionare cu Alnus glutinosa și Fraxinus excelsior (Alno-Padion, Alnion incanae, Salicion albae).
La baza desemnării sitului se află mai multe specii protejate:
- plante (5): turiță (Agrimonia pilosa), papucul doamnei (Cypripedium calceolus), mușchi (Dicranum viride), moșișoare (Liparis loeselii), dedițelul (Pulsatilla patens)
- mamifere (7): liliac cârn (Barbastella barbastellus), zimbru (Bison bonasus), lupul (Canis lupus), castor (Castor fiber), vidră de râu (Lutra lutra), râs eurasiatic (Lynx lynx), liliac de iaz (Myotis dasycneme)